# Hermanos Millares Cubas
Los Hermanos Luis (1861−1925) y Agustín (1863−1935) Millares Cubas fueron dos novelistas y dramaturgos canarios que firmaron la mayor parte de sus escritos en colaboración. 

## Datos biográficos
Los Hermanos Millares Cubas, hijos del historiador, novelista y músico Agustín Millares Torres y de Encarnación Cubas Báez, nacieron en la ciudad de Las Palmas de Gran Canaria (isla de Gran Canaria, Islas Canarias): el mayor, Luis, el 21 de agosto de 1861, y dos años después, el 30 de marzo de 1863, Agustín. Entre 1869 y 1877 cursan estudios de Bachillerato en el colegio San Agustín de Las Palmas, institución en la que tradicionalmente se formaba la intelectualidad isleña, como fue el caso de Benito Pérez Galdós. Acabados los estudios se trasladaron a Barcelona para ingresar en la Universidad. Luis realizó estudios de Medicina y Agustín de Derecho y Filosofía y Letras. 
En 1884 regresan a las Islas Canarias. Luis ingresa como médico auxiliar en el Hospital de San Martín y Agustín abre un despacho de abogados, además de impartir clases de Retórica en el Colegio San Agustín.
El 5 de septiembre de 1887 Luis se casa con Luisa Farinós y, al poco tiempo, el 24 de ese mismo mes, lo hace Agustín, con Dolores Carló Medina. De este último matrimonio nacerán el ilustre polígrafo Agustín Millares Carlo y el escritor Juan Millares Carló (que a su vez será el padre de los Millares Sall, entre los que se encuentran los pintores Manuel Millares Sall, Eduardo Millares Sall, los poetas José María Millares Sall y Agustín Millares Sall, el timplista Totoyo Millares´, la pintora Jane Millares...)
En 1890 Agustín es nombrado Asesor de la Marina de la provincia de Las Palmas y posteriormente relator de la Audiencia de Las Palmas, donde coincide con el poeta Domingo Rivero. A su vez Luis es nombrado médico del Hospital de San Martín.
En 1895 Agustín ocupa la plaza de notario que había dejado vacante su padre, Agustín Millares Torres. Desempeñará ese cargo hasta el momento de su defunción en 1935.
En el año 1910 Agustín es nombrado Decano del Colegio Notarial de Las Palmas, ocupará el cargo hasta 1913 y volverá a ocuparlo en 1921. Su hermano al año siguiente renuncia a su cargo como facultativo y funda la Clínica Millares (después denominada Clínica San Roque de las Palmas).
En 1925, el 16 de octubre, fallece Luis Millares. Su hermano Agustín morirá el 8 de octubre, diez años después.

## Obra literaria
Los Hermanos Millares Cubas escribieron novelas, cuentos y obras de teatro. Con la publicación en 1894 de la colección de cuentos De la tierra canaria (Escenas y paisajes) comienzan su actividad literaria conjunta, que se prolongará toda su vida
Animadores incansables de la vida cultural de Las Palmas de Gran Canaria, en 1908 fundan el Teatrillo de los Hermanos Millares, que llegó a ser centro neurálgico de escritores e intelectuales de toda índole
La obra en prosa de los Hermanos Millares asentó las bases de la narrativa canaria moderna, al introducir en el universo novelesco elementos propios de la idiosincrasia isleña, tanto desde el punto de vista del lenguaje (giros dialectales, vocabulario, situaciones comunicativas, etc.) como desde el ángulo de visión de los personajes y escenarios, netamente insulares. En este sentido se les considera precursores de la novela canaria contemporánea, junto con otros escritores como Benito Pérez Armas, Ángel Guerra o Miguel Sarmiento.

### Narrativa[1]
- (1894) De la tierra canaria (Escenas y paisajes)
- (1898) Pepe Santana y Antonio Bordón
- (1899) La deuda del comandante y Los inertes
- (1900) Nuestra Señora
- (1902) Monsieur Charles
- (1907) San Joseph de la Colonia
- (1921) Doña Juana. Cuentos viejos
- (1926) Canariadas de antaño (firmado solo por Agustín, pues su hermano había muerto el año anterior).

### Teatro[1]
- (1903) La herencia de Araus
- (1905) María del Brial
- (1910) Tan cerca y tan lejos
- (1921) Compañerito, La ley de Dios

### Ensayo[1]
- (1924) Léxico de Gran Canaria.

Este libro, tras ser refundido por Agustín, fue publicado de nuevo en 1932 con el título Cómo hablan los canarios.Se trata de la primera edición conocida de un diccionario canario.